# Lünen
Lünen település Németországban, azon belül Észak-Rajna-Vesztfália tartományban, Arnsberg kerületben . A város a középkorban a Hanza-szövetség tartozott. Lakosainak száma 87 266 fő (2023. december 31.). Lünen Dortmund, Waltrop és Kamen községekkel határos.

## Népesség
A település népességének változása:
| Lakosok száma | 85 685 | 85 867 | 86 465 | 86 449 | 86 449 | 86 348 | 85 721 | 86 868 | 87 266 |
|               | 1975   | 2015   | 2017   | 2018   | 2019   | 2020   | 2021   | 2022   | 2023   |